# Mehadica
Mehadica – wieś w Rumunii, w okręgu Caraș-Severin, w gminie Mehadica. W 2011 roku liczyła 870 mieszkańców. 